# Puchar Europy w hokeju na lodzie kobiet 2014/2015
11. edycja Pucharu Europy kobiet rozgrywana była od 17 października 2014 roku do 22 lutego 2015 roku.
Szesnaście drużyn, które wywalczyły tytuły mistrzowskie w swoich ligach krajowych zostało podzielonych na cztery grupy po cztery zespoły. Zwycięzcy grup awansowali do drugiej rundy, w której rywalizować będą w dwóch grupach z czterema zespołami rozstawionymi. Następnie zwycięzca każdej z 3 grup drugiej rundy i najlepsza drużyna z drugich miejsc awansowali do finału, który odbył się w fińskim Espoo. W grupie B uczestniczyła drużyna mistrza Polski, Unia Oświęcim, która z bilansem zwycięstwa i dwiema porażkami zajęła ostatecznie trzecie miejsce w swojej grupie.
Zwycięzcą została ponownie rosyjska drużyna SKIF Niżny Nowogród, która po raz drugi w historii zwyciężyła w tych rozgrywkach.

## Uczestnicy
| Runda          | Data                    | Grupa   | Miejsce                                            | Drużyna                                                         |
| -------------- | ----------------------- | ------- | -------------------------------------------------- | --------------------------------------------------------------- |
| Pierwsza runda | 17-19 października 2014 | Grupa A | G.S.İ.M. Buz Pateni Sarayı İçi · Ankara · Turcja   | Aisulu Almaty HK Poprad HSC Csíkszereda Milenyum Paten SK       |
| Pierwsza runda | 17-19 października 2014 | Grupa B | Zimní stadión · Karviná · Czechy                   | EHV Sabres Vienne SK Karviná Bracknell Queen Bees Unia Oświęcim |
| Pierwsza runda | 17-19 października 2014 | Grupa C | Ledus halle "Liepājas metalurgs" · Liepāja · Łotwa | Herlev Hornets Jordal Oslo Laima Riga SADH Majadahonda          |
| Pierwsza runda | 17-19 października 2014 | Grupa D | Palaonda · Bolzano · Włochy                        | HC Neuilly-sur-Marne EV Bolzano Eagels UTE Marilyn Grič Zagrzeb |
| Druga runda    | 5-7 grudnia 2014        | Grupa E | Pałac Sportu Nagorny · Niżny Nowogród · Rosja      | SKIF Niżny Nowogród HK Poprad EHV Sabres Vienne SK Karviná      |
| Druga runda    | 5-7 grudnia 2014        | Grupa F | Resega · Lugano · Szwajcaria                       | ESC Planegg HC Lugano Herlev Hornets HC Neuilly-sur-Marne       |
| Druga runda    | 5-7 grudnia 2014        | Grupa G | Saab Arena · Linköping · Szwecja                   | Linköpings HC Espoo Blues EV Bolzano Eagels Aisulu Almaty       |
| Finał          | 20-22 lutego 2015       | Finał   | Espoonlahti Ice Rink · Espoo · Finlandia           | SKIF Niżny Nowogród HC Lugano Linköpings HC Espoo Blues         |

## Pierwsza runda

### Grupa A
Tabela
| Lp. | Zespół          | M | Pkt | Z | WpD | PpD | P | G+ | G- | +/- |
| --- | --------------- | - | --- | - | --- | --- | - | -- | -- | --- |
| 1   | HK Poprad       | 3 | 9   | 3 | 0   | 0   | 0 | 17 | 3  | +14 |
| 2   | Aisulu Ałmaty   | 3 | 6   | 2 | 0   | 0   | 1 | 28 | 2  | +26 |
| 3   | Milenyum Ankara | 3 | 3   | 1 | 0   | 0   | 2 | 6  | 20 | -14 |
| 4   | HSC Csíkszereda | 3 | 0   | 0 | 0   | 0   | 3 | 3  | 29 | -26 |

Wyniki
| 17 października 2014 | HK Poprad | 2:1 | Aisulu Ałmaty | G.S.İ.M. Buz Pateni Sarayı İçi, Ankara |

| Szczegóły      | Szczegóły                                      | Szczegóły       | Szczegóły                 | Szczegóły                                                                 |
| -------------- | ---------------------------------------------- | --------------- | ------------------------- | ------------------------------------------------------------------------- |
| Godzina: 15:00 | M. Stároňová (EQ) 20:23 J. Čulíková (EQ) 52:39 | (0:1, 1:0, 1:0) | 10:43 (EQ) R. Cruickshank | Sędzia główny: Elena Ivanova Sędziowie liniowi: Tiina Tanhua Trine Viskum |
| Godzina: 15:00 | 12 min. kar                                    |                 | 16 min. kar               | Sędzia główny: Elena Ivanova Sędziowie liniowi: Tiina Tanhua Trine Viskum |

| 17 października 2014 | Milenyum Ankara | 4:3 | HSC Csíkszereda | G.S.İ.M. Buz Pateni Sarayı İçi, Ankara |

| Szczegóły      | Szczegóły                                                                         | Szczegóły       | Szczegóły                                                    | Szczegóły                                                                                  |
| -------------- | --------------------------------------------------------------------------------- | --------------- | ------------------------------------------------------------ | ------------------------------------------------------------------------------------------ |
| Godzina: 19:00 | T. Bell (EQ) 26:14 G. Oztasdelen (EQ) 38:19 I. Ygun (EQ) 41:08 I. Ygun (EQ) 51:21 | (0:2, 2:0, 2:1) | 02:18 (PP) I. Sandor 16:11 (PP) B. Biro 53:38 (EQ) C. Gyorgy | Widzów: 229 Sędzia główny: Gabriela Mala Sędziowie liniowi: Merve Sarimert Sinem Yalcindag |
| Godzina: 19:00 | 20 min. kar                                                                       |                 | 16 min. kar                                                  | Widzów: 229 Sędzia główny: Gabriela Mala Sędziowie liniowi: Merve Sarimert Sinem Yalcindag |

| 18 października 2014 | Aisulu Ałmaty | 15:0 | HSC Csíkszereda | G.S.İ.M. Buz Pateni Sarayı İçi, Ankara |

| Szczegóły      | Szczegóły | Szczegóły       | Szczegóły   | Szczegóły                                                                              |
| -------------- | --- | --------------- | ----------- | -------------------------------------------------------------------------------------- |
| Godzina: 15:00 | K. Felzink (EQ) 04:37 K. Felzink (EQ) 07:10 A. Fux (EQ) 07:51 R. Cruickshank (EQ) 18:03 Z. Tucztiewa (PP) 20:34 Z. Tucztiewa (PP) 23:22 K. Buszujewa (EQ) 31:05 K. Felzink (EQ) 33:35 K. Felzink (EQ) 33:52 G. Nurgalijewa (EQ) 37:00 J. Legasse (EQ) 38:42 T. Koroliewa (EQ) 46:31 Z. Tucztiewa (EQ) 46:59 R. Cruickshank (PP) 51:48 K. Felzink (EQ) 57:22 | (4:0, 7:0, 4:0) |             | Widzów: 70 Sędzia główny: Gabriela Mala Sędziowie liniowi: Merve Sarimert Trine Viskum |
| Godzina: 15:00 | 4 min. kar |                 | 24 min. kar | Widzów: 70 Sędzia główny: Gabriela Mala Sędziowie liniowi: Merve Sarimert Trine Viskum |

| 18 października 2014 | Milenyum Ankara | 2:5 | HK Poprad | G.S.İ.M. Buz Pateni Sarayı İçi, Ankara |

| Szczegóły      | Szczegóły                                   | Szczegóły       | Szczegóły | Szczegóły                                                                                  |
| -------------- | ------------------------------------------- | --------------- | --- | ------------------------------------------------------------------------------------------ |
| Godzina: 19:00 | S. McClinchey (PP) 32:08 T. Bell (PP) 49:57 | (0:2, 1:2, 1:1) | 00:20 (EQ) A. Džurňáková 02:20 (EQ) J. Čulíková 21:54 (PP) A. Džurňáková 27:48 (PP) J. Čulíková 41:02 (PP) E. Ráková | Widzów: 131 Sędzia główny: Sintija Greiere Sędziowie liniowi: Tiina Tanhua Sinem Yalcindag |
| Godzina: 19:00 | 22 min. kar                                 |                 | 14 min. kar | Widzów: 131 Sędzia główny: Sintija Greiere Sędziowie liniowi: Tiina Tanhua Sinem Yalcindag |

| 19 października 2014 | HSC Csíkszereda | 0:10 | HK Poprad | G.S.İ.M. Buz Pateni Sarayı İçi, Ankara |

| Szczegóły      | Szczegóły   | Szczegóły       | Szczegóły | Szczegóły                                                                              |
| -------------- | ----------- | --------------- | --- | -------------------------------------------------------------------------------------- |
| Godzina: 15:00 |             | (0:2, 0:4, 0:4) | 10:09 (PP) Z. Drdáková 15:22 (PP) J. Čulíková 23:37 (EQ) J. Čulíková 32:07 (EQ) P. Gorečká 34:34 (PP) K. Oberčíánová 37:12 (PP) J. Čulíková 53:18 (EQ) J. Čulíková 55:29 (EQ) K. Oberčíánová 56:56 (EQ) A. Džurňáková 59:09 (EQ) K. Kríví | Widzów: 75 Sędzia główny: Elena Ivanova Sędziowie liniowi: Merve Sarimert Tiina Tanhua |
| Godzina: 15:00 | 20 min. kar |                 | 2 min. kar | Widzów: 75 Sędzia główny: Elena Ivanova Sędziowie liniowi: Merve Sarimert Tiina Tanhua |

| 19 października 2014 | Aisulu Ałmaty | 12:0 | Milenyum Ankara | G.S.İ.M. Buz Pateni Sarayı İçi, Ankara |

| Szczegóły      | Szczegóły | Szczegóły       | Szczegóły   | Szczegóły                                                                                  |
| -------------- | --- | --------------- | ----------- | ------------------------------------------------------------------------------------------ |
| Godzina: 19:00 | M. Ryspek (EQ) 04:24 K. Felzink (EQ) 12:18 N. Filimonowa (EQ) 14:04 N. Filimonowa (EQ) 21:46 A. Szegebajewa (EQ) 23:17 Z. Tucztiewa (EQ) 25:14 M. Ryspek (EQ) 26:54 N. Filimonowa (EQ) 31:50 A. Fux (EQ) 35:15 S. Urpekbajewa (PP) 40:20 M. Ryspek (EQ) 45:23 T. Koroliewa (PP) 51:16 | (3:0, 6:0, 3:0) |             | Widzów: 331 Sędzia główny: Sintija Greiere Sędziowie liniowi: Trine Viskum Sinem Yalcindag |
| Godzina: 19:00 | 2 min. kar |                 | 10 min. kar | Widzów: 331 Sędzia główny: Sintija Greiere Sędziowie liniowi: Trine Viskum Sinem Yalcindag |

### Grupa B
Tabela
| Lp. | Zespół               | M | Pkt | Z | WpD | PpD | P | G+ | G- | +/- |
| --- | -------------------- | - | --- | - | --- | --- | - | -- | -- | --- |
| 1   | EHV Sabres Vienne    | 3 | 9   | 3 | 0   | 0   | 0 | 30 | 5  | +25 |
| 2   | SK Karviná           | 3 | 6   | 2 | 0   | 0   | 1 | 12 | 10 | +2  |
| 3   | Unia Oświęcim        | 3 | 3   | 1 | 0   | 0   | 2 | 12 | 22 | -10 |
| 4   | Bracknell Queen Bees | 3 | 0   | 0 | 0   | 0   | 3 | 4  | 21 | -17 |

Wyniki
| 17 października 2014 | EHV Sabres Vienne | 15:3 | Unia Oświęcim | Zimní stadión, Karwina |

| Szczegóły      | Szczegóły | Szczegóły       | Szczegóły                                                              | Szczegóły                                                                                             |
| -------------- | --- | --------------- | ---------------------------------------------------------------------- | --- |
| Godzina: 14:00 | Z. Killisch von Horn (EQ) 00:18 A. Meixner (PP) 05:07 P. Pren (PP) 14:15 V. Bettarini (PP) 16:08 V. Hovi (PS) 24:37 V. Hovi (EQ) 28:35 Ch. Wittich (PP) 38:01 V. Bettarini (PP) 39:38 P. Pren (PP) 40:44 K. Spurling (PP) 45:54 K. Spurling (EQ) 46:11 | (4:2, 4:0, 7:1) | 17:33 (EQ) M. Czaplik 17:45 (EQ) K. Poźniewska 44:14 (EQ) K. Wieczorek | Widzów: 30 Sędzia główny: Maria Raabye Fuchsel Sędziowie liniowi: Barbora Bednarova Veronika Dopitowa |
| Godzina: 14:00 | 10 min. kar |                 | 26 min. kar                                                            | Widzów: 30 Sędzia główny: Maria Raabye Fuchsel Sędziowie liniowi: Barbora Bednarova Veronika Dopitowa |

| 17 października 2014 | SK Karviná | 6:1 | Bracknell Queen Bees | Zimní stadión, Karwina |

| Szczegóły      | Szczegóły | Szczegóły       | Szczegóły                      | Szczegóły                                                                                            |
| -------------- | --- | --------------- | ------------------------------ | --- |
| Godzina: 18:00 | S. Sadílková (PP) 04:33 S. Sadílková (PP) 10:16 A. Ledlová (PP) 30:59 V. Přibylová (EQ) 31:08 A. Ledlová (PP) 43:49 K. Solnícková (EQ) 56:22 | (2:0, 2:0, 2:1) | 59:58 (PP) V. Laramee-Paquette | Widzów: 200 Sędzia główny: Natalie Mauelshagen Sędziowie liniowi: Michaela Stefkova Tereza Streitova |
| Godzina: 18:00 | 16 min. kar |                 | 18 mina. kar                   | Widzów: 200 Sędzia główny: Natalie Mauelshagen Sędziowie liniowi: Michaela Stefkova Tereza Streitova |

| 18 października 2014 | EHV Sabres Vienne | 8:1 | Bracknell Queen Bees | Zimní stadión, Karwina |

| Szczegóły      | Szczegóły | Szczegóły       | Szczegóły            | Szczegóły                                                                                         |
| -------------- | --- | --------------- | -------------------- | ------------------------------------------------------------------------------------------------- |
| Godzina: 14:00 | K. Hybler (PP) 01:52 A. Meixner (SH) 04:19 A. Hanser (EQ) 06:47 K. Spurling (EQ) 22:08 K. Spurling (EQ) 26:25 A. Meixner (EQ) 32:23 E. Kantor (EQ) 44:38 A. Meixner (EQ) 51:39 | (3:0, 3:1, 2:0) | 23:22 (EQ) L. Ganney | Widzów: 100 Sędzia główny: Maria Zemiakova Sędziowie liniowi: Barbora Bednarova Michaela Stefkova |
| Godzina: 14:00 | 8 min. kar |                 | 12 min. kar          | Widzów: 100 Sędzia główny: Maria Zemiakova Sędziowie liniowi: Barbora Bednarova Michaela Stefkova |

| 18 października 2014 | Unia Oświęcim | 2:5 | SK Karviná | Zimní stadión, Karwina |

| Szczegóły      | Szczegóły                                         | Szczegóły       | Szczegóły | Szczegóły                                                                                             |
| -------------- | ------------------------------------------------- | --------------- | --- | --- |
| Godzina: 17:30 | K. Poźniewska (EQ) 12:49 K. Poźniewska (EQ) 41:00 | (1:3, 0:1, 1:1) | 12:12 (EQ) K. Solnícková 14:02 (EQ) K. Solnícková 18:33 (PP) A. Zíková 36:36 (EQ) M. Křupková 51:05 (PP) K. Káplánová | Widzów: 250 Sędzia główny: Maria Raabye Fuchsel Sędziowie liniowi: Veronika Dopitowa Tereza Streitova |
| Godzina: 17:30 | 10 min. kar                                       |                 | 37 min. kar | Widzów: 250 Sędzia główny: Maria Raabye Fuchsel Sędziowie liniowi: Veronika Dopitowa Tereza Streitova |

| 19 października 2014 | Bracknell Queen Bees | 2:7 | Unia Oświęcim | Zimní stadión, Karwina |

| Szczegóły      | Szczegóły                                  | Szczegóły       | Szczegóły | Szczegóły                                                                                            |
| -------------- | ------------------------------------------ | --------------- | --- | --- |
| Godzina: 14:00 | K. Girdler (EQ) 14:55 L. Ganney (EQ) 49:04 | (1:2, 0:3, 1:2) | 07:45 (EQ) K. Frąckowiak 15:39 (EQ) M. Czaplik 21:07 (EQ) K. Frąckowiak 23:44 (EQ) S. Bielas 28:21 (EQ) K. Poźniewska 53:24 (EQ) M. Czaplik 57:29 (EQ) K. Poźniewska | Widzów: 50 Sędzia główny: Natalie Mauelshagen Sędziowie liniowi: Veronika Dopitowa Michaela Stefkova |
| Godzina: 14:00 | 12 min. kar                                |                 | 10 min. kar | Widzów: 50 Sędzia główny: Natalie Mauelshagen Sędziowie liniowi: Veronika Dopitowa Michaela Stefkova |

| 19 października 2014 | SK Karviná | 1:7 | EHV Sabres Vienne | Zimní stadión, Karwina |

| Szczegóły      | Szczegóły               | Szczegóły       | Szczegóły | Szczegóły                                                                                        |
| -------------- | ----------------------- | --------------- | --- | ------------------------------------------------------------------------------------------------ |
| Godzina: 17:30 | K. Káplánová (EQ) 58:32 | (0:2, 0:4, 1:1) | 01:22 (EQ) V. Hovi 12:30 (EQ) A. Meixner 28:36 (PP) P. Pren 29:46 (EQ) R. Boulton 33:33 (EQ) E. Kantor 38:15 (EQ) N. Ullrich 57:38 (PP) Ch. Wittich | Widzów: 250 Sędzia główny: Maria Zemiakova Sędziowie liniowi: Barbora Bednarova Tereza Streitova |
| Godzina: 17:30 | 8 min. kar              |                 | 6 min. kar | Widzów: 250 Sędzia główny: Maria Zemiakova Sędziowie liniowi: Barbora Bednarova Tereza Streitova |

### Grupa C
Tabela
| Lp. | Zespół           | M | Pkt | Z | WpD | PpD | P | G+ | G- | +/- |
| --- | ---------------- | - | --- | - | --- | --- | - | -- | -- | --- |
| 1   | Herlev Hornets   | 3 | 9   | 3 | 0   | 0   | 0 | 21 | 5  | +16 |
| 2   | Laima Riga       | 3 | 5   | 1 | 1   | 0   | 1 | 6  | 5  | +1  |
| 3   | Jordal Oslo      | 3 | 4   | 1 | 0   | 1   | 1 | 6  | 12 | -6  |
| 4   | SADH Majadahonda | 3 | 0   | 0 | 0   | 0   | 3 | 5  | 16 | -11 |

Wyniki
| 17 października 2014 | Jordal Oslo | 4:1 | SADH Majadahonda | Liepājas Olimpiskā Centra, Lipawa |

| Szczegóły      | Szczegóły                                                                                             | Szczegóły       | Szczegóły                 | Szczegóły                                                                                 |
| -------------- | --- | --------------- | ------------------------- | ----------------------------------------------------------------------------------------- |
| Godzina: 16:00 | M. Svarre Grondahl (EQ) 32:14 S. Fjellvang (EQ) 32:54 S. Fjellvang (PP1) 45:34 S. Tea Cole (EQ) 57:55 | (0:0, 2:0, 2:1) | 57:33 (PP1) A. Mihalikova | Widzów: 47 Sędzia główny: Darja Brusencewa Sędziowie liniowi: Jenna Puhakka Linnea Sainio |
| Godzina: 16:00 | 10 min. kar                                                                                           |                 | 12 min. kar               | Widzów: 47 Sędzia główny: Darja Brusencewa Sędziowie liniowi: Jenna Puhakka Linnea Sainio |

| 17 października 2014 | Laima Riga | 1:3 | Herlev Hornets | Liepājas Olimpiskā Centra, Lipawa |

| Szczegóły      | Szczegóły             | Szczegóły       | Szczegóły                                                             | Szczegóły                                                                                        |
| -------------- | --------------------- | --------------- | --------------------------------------------------------------------- | ------------------------------------------------------------------------------------------------ |
| Godzina: 19:30 | A. Apsite (PP1) 53:02 | (0:2, 0:0, 1:1) | 15:47 (EQ) M. Olausson 18:51 (PP1) M. Olausson 49:50 (EQ) M. Olausson | Widzów: 97 Sędzia główny: Debby Hengst Sędziowie liniowi: Jekaterina Mihaljewa Irina Mogilnikowa |
| Godzina: 19:30 | 14 min. kar           |                 | 6 min. kar                                                            | Widzów: 97 Sędzia główny: Debby Hengst Sędziowie liniowi: Jekaterina Mihaljewa Irina Mogilnikowa |

| 18 października 2014 | SADH Majadahonda | 4:10 | Herlev Hornets | Liepājas Olimpiskā Centra, Lipawa |

| Szczegóły      | Szczegóły | Szczegóły       | Szczegóły | Szczegóły                                                                                  |
| -------------- | --- | --------------- | --- | ------------------------------------------------------------------------------------------ |
| Godzina: 14:30 | A. Merino Blazquez (PP1) 36:21 P. Gurrea de Las Alas (EQ) 53:48 P. Gurrea de Las Alas (EQ) 55:26 L. Danielsson Borrasca (PP1) 59:29 | (0:5, 1:1, 3:4) | 07:53 (EQ) L. Itenow 08:12 (EQ) S. Glud 12:20 (PP1) K.L. Nielsen 17:30 (SH1) S. Glud 18:19 (SH1) S. Glud 27:25 (EQ) S. Glud 44:17 (SH1) M. Henriksen 49:38 (EQ) M. Henriksen 54:02 (EQ) M. Olausson 58:05 (EQ) M. Henriksen | Widzów: 36 Sędzia główny: Katarzyna Zygmunt Sędziowie liniowi: Jenna Puhakka Linnea Sainio |
| Godzina: 14:30 | 14 min. kar |                 | 16 min. kar | Widzów: 36 Sędzia główny: Katarzyna Zygmunt Sędziowie liniowi: Jenna Puhakka Linnea Sainio |

| 18 października 2014 | Jordal Oslo | 2:3 pk. | Laima Riga | Liepājas Olimpiskā Centra, Lipawa |

| Szczegóły      | Szczegóły                                     | Szczegóły                 | Szczegóły                                                       | Szczegóły                                                                                            |
| -------------- | --------------------------------------------- | ------------------------- | --------------------------------------------------------------- | --- |
| Godzina: 18:00 | A. Furulund (EQ) 33:07 A. Furulund (EQ) 56:22 | (0:0, 1:1, 1:1, 0:0, 0:1) | 30:20 (EQ) A. Kublina 53:29 (EQ) A. Apsite 65:00 (SO) A. Apsite | Widzów: 67 Sędzia główny: Darja Brusencewa Sędziowie liniowi: Jekaterina Mihaljewa Irina Mogilnikowa |
| Godzina: 18:00 | 6 min. kar                                    |                           | 24 min. kar                                                     | Widzów: 67 Sędzia główny: Darja Brusencewa Sędziowie liniowi: Jekaterina Mihaljewa Irina Mogilnikowa |

| 19 października 2014 | Herlev Hornets | 8:0 | Jordal Oslo | Liepājas Olimpiskā Centra, Lipawa |

| Szczegóły      | Szczegóły | Szczegóły       | Szczegóły   | Szczegóły                                                                                  |
| -------------- | --- | --------------- | ----------- | ------------------------------------------------------------------------------------------ |
| Godzina: 13:00 | M. Olausson (EQ) 00:44 L. Itenow (EQ) 14:58 J. Davidsen (PP1) 18:38 C. Andersen (SH1) 21:49 S. Glud (PP1) 30:13 M. Olausson (EQ) 44:45 K.L. Nielsen (PP1) 52:08 K.L. Nielsen (PP1) 57:52 | (3:0, 2:0, 3:0) |             | Widzów: 20 Sędzia główny: Katarzyna Zygmunt Sędziowie liniowi: Jenna Puhakka Linnea Sainio |
| Godzina: 13:00 | 16 min. kar |                 | 12 min. kar | Widzów: 20 Sędzia główny: Katarzyna Zygmunt Sędziowie liniowi: Jenna Puhakka Linnea Sainio |

| 19 października 2014 | Laima Riga | 2:0 | SADH Majadahonda | Liepājas Olimpiskā Centra, Lipawa |

| Szczegóły      | Szczegóły                                 | Szczegóły       | Szczegóły   | Szczegóły                                                                                        |
| -------------- | ----------------------------------------- | --------------- | ----------- | ------------------------------------------------------------------------------------------------ |
| Godzina: 16:30 | A. Apsite (PP1) 16:54 S. Agare (EQ) 52:23 | (1:0, 0:0, 1:0) |             | Widzów: 94 Sędzia główny: Debby Hengst Sędziowie liniowi: Jekaterina Mihaljewa Irina Mogilnikowa |
| Godzina: 16:30 | 20 min. kar                               |                 | 10 min. kar | Widzów: 94 Sędzia główny: Debby Hengst Sędziowie liniowi: Jekaterina Mihaljewa Irina Mogilnikowa |

### Grupa D
Tabela
| Lp. | Zespół               | M | Pkt | Z | WpD | PpD | P | G+ | G- | +/- |
| --- | -------------------- | - | --- | - | --- | --- | - | -- | -- | --- |
| 1   | Bolzano Eagles       | 3 | 9   | 3 | 0   | 0   | 0 | 21 | 1  | +20 |
| 2   | HC Neuilly-sur-Marne | 3 | 6   | 2 | 0   | 0   | 1 | 17 | 8  | +9  |
| 3   | Marilyn Budapeszt    | 3 | 3   | 1 | 0   | 0   | 2 | 9  | 10 | -1  |
| 4   | Grič Zagrzeb         | 3 | 0   | 0 | 0   | 0   | 3 | 4  | 32 | -28 |

| 17 października 2014 | HC Neuilly sur Marne | 3:1 | Marilyn Budapest | Palaonda, Bolzano |

| Szczegóły      | Szczegóły                                                    | Szczegóły       | Szczegóły            | Szczegóły                                                                                       |
| -------------- | ------------------------------------------------------------ | --------------- | -------------------- | ----------------------------------------------------------------------------------------------- |
| Godzina: 15:00 | L. Bauer (EQ) 21:12 J. Vix (EQ) 37:50 C. Debuquet (EQ) 53:48 | (0:1, 2:0, 1:0) | 03:08 (EQ) L. Pinter | Widzów: 100 Sędzia główny: Urlike Winkmayr Sędziowie liniowi: Jessica Brambilla Helga Tschorner |
| Godzina: 15:00 | 2 min. kar                                                   |                 | 10 min. kar          | Widzów: 100 Sędzia główny: Urlike Winkmayr Sędziowie liniowi: Jessica Brambilla Helga Tschorner |

| 17 października 2014 | Grič Zagrzeb | 1:10 | EV Bozen Eagles | Palaonda, Bolzano |

| Szczegóły      | Szczegóły             | Szczegóły       | Szczegóły | Szczegóły                                                                                    |
| -------------- | --------------------- | --------------- | --- | -------------------------------------------------------------------------------------------- |
| Godzina: 19:00 | E. Filipec (EQ) 28:22 | (0:2, 1:4, 0:4) | 07:37 (PS) C. Furlani 13:58 (EQ) C. Furlani 25:53 (EQ) E. Dalpra 30:44 (EQ) C. Furlani 35:07 (PP1) J. Peroff 35:52 (EQ) H. Elliscasis 51:01 (EQ) E. Dalpra 51:57 (EQ) C. Saletta 58:47 (PP1) C. Saletta 59:59 (EQ) C. Furlani | Widzów: 100 Sędzia główny: Katja Bandlofsky Sędziowie liniowi: Mirjam Gruber Maruska Piccoli |
| Godzina: 19:00 | 22 min. kar           |                 | 6 min. kar | Widzów: 100 Sędzia główny: Katja Bandlofsky Sędziowie liniowi: Mirjam Gruber Maruska Piccoli |

| 18 października 2014 | HC Neuilly-sur-Marne | 14:1 | Grič Zagrzeb | Palaonda, Bolzano |

| Szczegóły      | Szczegóły | Szczegóły       | Szczegóły             | Szczegóły                                                                                             |
| -------------- | --- | --------------- | --------------------- | --- |
| Godzina: 15:00 | M.C. Ashley (PP1) 09:19 A. Wrembel (SH1) 14:01 D. Gicquel (EQ) 16:46 L. Bauer (EQ) 18:09 C. Debuquet (SH1) 25:06 G. Gendarme (EQ) 33:49 M. Pousee (EQ) 42:11 C. Debuquet (EQ) 43:04 C. Cleret (EQ) 46:08 A. Wrembel (EQ) 47:04 D. Gicquel (EQ) 52:33 J. Vix (EQ) 54:49 C. Debuquet (EQ) 57:18 M.C. Ashley (SH1) 59:40 | (4:0, 2:0, 8:1) | 51:35 (EQ) E. Filipec | Widzów: 100 Sędzia główny: Elise Harbitz-Rasmussen Sędziowie liniowi: Jessica Brambilla Mirjam Gruber |
| Godzina: 15:00 | 10 min. kar |                 | 28 min. kar           | Widzów: 100 Sędzia główny: Elise Harbitz-Rasmussen Sędziowie liniowi: Jessica Brambilla Mirjam Gruber |

| 18 października 2014 | EV Bozen Eagles | 5:0 | Marilyn Budapest | Palaonda, Bolzano |

| Szczegóły      | Szczegóły | Szczegóły       | Szczegóły  | Szczegóły                                                                                     |
| -------------- | --- | --------------- | ---------- | --------------------------------------------------------------------------------------------- |
| Godzina: 19:00 | E. Dalpra (EQ) 04:14 A. de la Forest de Divonne (EQ) 11:48 C. Furlani (EQ) 16:47 S. Gius (EQ) 55:35 J. Peroff (EQ) 58:52 | (3:0, 0:0, 2:0) |            | Widzów: 300 Sędzia główny: Urlike Winkmayr Sędziowie liniowi: Maruska Piccoli Helga Tschorner |
| Godzina: 19:00 | 8 min. kar |                 | 6 min. kar | Widzów: 300 Sędzia główny: Urlike Winkmayr Sędziowie liniowi: Maruska Piccoli Helga Tschorner |

| 19 października 2014 | Marilyn Budapest | 8:2 | Grič Zagrzeb | Palaonda, Bolzano |

| Szczegóły      | Szczegóły | Szczegóły       | Szczegóły                                                    | Szczegóły                                                                                             |
| -------------- | --- | --------------- | ------------------------------------------------------------ | --- |
| Godzina: 15:00 | B. Olajosne Lakatos (EQ) 05:36 L. Pinter (EQ) 08:32 T. Horvath (EQ) 09:37 Z. Victor (EQ) 11:03 L. Pinter (EQ) 20:51 R. Dabasi (EQ) 26:10 R. Dabasi (EQ) 33:45 R. Dabasi (EQ) 47:29 | (4:1, 3:1, 1:0) | 12:39 (PP1) D. Kruselj Posavec 25:59 (EQ) D. Kruselj Posavec | Widzów: 100 Sędzia główny: Elise Harbitz-Rasmussen Sędziowie liniowi: Jessica Brambilla Mirjam Gruber |
| Godzina: 15:00 | 6 min. kar |                 | 6 min. kar                                                   | Widzów: 100 Sędzia główny: Elise Harbitz-Rasmussen Sędziowie liniowi: Jessica Brambilla Mirjam Gruber |

| 19 października 2014 | EV Bozen Eagels | 6:0 | HC Neuilly-sur-Marne | Palaonda, Bolzano |

| Szczegóły      | Szczegóły | Szczegóły       | Szczegóły   | Szczegóły                                                                                      |
| -------------- | --- | --------------- | ----------- | ---------------------------------------------------------------------------------------------- |
| Godzina: 19:00 | C. Furlani (EQ) 11:39 B. Larger (PP1) 26:24 C. Furlani (EQ) 35:46 E. Dalpra (EQ) 38:57 A. de la Forest de Divonne (PP1) 49:24 E. Bonafini (EQ) 52:53 | (1:0, 3:0, 2:0) |             | Widzów: 200 Sędzia główny: Katja Bandlofsky Sędziowie liniowi: Maruska Piccoli Helga Tschorner |
| Godzina: 19:00 | 12 min. kar |                 | 56 min. kar | Widzów: 200 Sędzia główny: Katja Bandlofsky Sędziowie liniowi: Maruska Piccoli Helga Tschorner |

## Druga runda

### Grupa E
Tabela
| Lp. | Zespół              | M | Pkt | Z | WpD | PpD | P | G+ | G- | +/- |
| --- | ------------------- | - | --- | - | --- | --- | - | -- | -- | --- |
| 1   | SKIF Niżny Nowogród | 3 | 9   | 3 | 0   | 0   | 0 | 13 | 1  | +12 |
| 2   | EHV Sabres Vienne   | 3 | 5   | 1 | 1   | 0   | 1 | 9  | 4  | +5  |
| 3   | SK Karviná          | 3 | 4   | 1 | 0   | 1   | 1 | 7  | 7  | 0   |
| 4   | HK Poprad           | 3 | 0   | 0 | 0   | 0   | 3 | 3  | 20 | -17 |

Wyniki
| 5 grudnia 2014 | EHV Sabres Vienne | 7:0 | HK Poprad | Pałac Sportu Nagorny, Niżny Nowogród |

| Szczegóły      | Szczegóły | Szczegóły       | Szczegóły  | Szczegóły |
| -------------- | --- | --------------- | ---------- | --- |
| Godzina: 14:30 | K. Felzink (EQ) 12:57 A. Meixner (PP1) 15:52 P. Pren (EQ) 28:39 P. Pren (PP1) 30:17 C. Wittich (EQ) 30:50 A. Meixner (SH1) 32:41 A. Meixner (EQ) 42:17 | (2:0, 4:0, 1:0) |            | Widzów: 489 Sędzia główny: Kaisa Ketonen Marie Picavet Sędziowie liniowi: Jekaterina Mihaliewa Olga Steinberg |
| Godzina: 14:30 | 10 min. kar |                 | 6 min. kar | Widzów: 489 Sędzia główny: Kaisa Ketonen Marie Picavet Sędziowie liniowi: Jekaterina Mihaliewa Olga Steinberg |

| 5 grudnia 2014 | SKIF Niżny Nowogród | 3:0 | SK Karviná | Pałac Sportu Nagorny, Niżny Nowogród |

| Szczegóły      | Szczegóły                                                                  | Szczegóły       | Szczegóły   | Szczegóły |
| -------------- | -------------------------------------------------------------------------- | --------------- | ----------- | --- |
| Godzina: 18:00 | J. Likaczewa (EQ) 24:22 K. Rantamaki (PP1) 52:04 A. Timofiejewa (EQ) 57:23 | (0:0, 1:0, 2:0) |             | Widzów: 1896 Sędzia główny: Melanie Bordeleau Nicole Hertrich Sędziowie liniowi: Irina Mogiłnikowa Oksana Szestakowa |
| Godzina: 18:00 | 10 min. kar                                                                |                 | 14 min. kar | Widzów: 1896 Sędzia główny: Melanie Bordeleau Nicole Hertrich Sędziowie liniowi: Irina Mogiłnikowa Oksana Szestakowa |

| 6 grudnia 2014 | EHV Sabres Vienne | 2:1 pk. | SK Karviná | Pałac Sportu Nagorny, Niżny Nowogród |

| Szczegóły      | Szczegóły                             | Szczegóły                 | Szczegóły              | Szczegóły |
| -------------- | ------------------------------------- | ------------------------- | ---------------------- | --- |
| Godzina: 12:00 | P. Pren (EQ) 46:11 P. Pren (SO) 65:00 | (0:0, 0:0, 1:1, 0:0, 1:0) | 56:52 (PP1) D. Laskova | Widzów: 202 Sędzia główny: Melanie Bordeleau Marie Picavet Sędziowie liniowi: Oksana Szestakowa Olga Steinberg |
| Godzina: 12:00 | 14 min. kar                           |                           | 10 min. kar            | Widzów: 202 Sędzia główny: Melanie Bordeleau Marie Picavet Sędziowie liniowi: Oksana Szestakowa Olga Steinberg |

| 6 grudnia 2014 | HK Poprad | 1:7 | SKIF Niżny Nowogród | Pałac Sportu Nagorny, Niżny Nowogród |

| Szczegóły      | Szczegóły             | Szczegóły       | Szczegóły | Szczegóły |
| -------------- | --------------------- | --------------- | --- | --- |
| Godzina: 15:30 | P. Gorecka (EQ) 45:55 | (0:2, 0:4, 1:1) | 08:10 (EQ) J. Silina 15:57 (EQ) K. Rantamaki 20:35 (EQ) O. Sosina 21:05 (EQ) L. Faliakowa 28:06 (EQ) A. Rachimowa 34:37 (PP1) A. Timofiejewa 43:30 (PP1) M. Pechnikowa | Widzów: 1912 Sędzia główny: Kaisa Ketonen Nicole Hertrich Sędziowie liniowi: Jekaterina Mihaliewa Irina Mogiłnikowa |
| Godzina: 15:30 | 8 min. kar            |                 | 2 min. kar | Widzów: 1912 Sędzia główny: Kaisa Ketonen Nicole Hertrich Sędziowie liniowi: Jekaterina Mihaliewa Irina Mogiłnikowa |

| 7 grudnia 2014 | SK Karviná | 6:2 | HK Poprad | Pałac Sportu Nagorny, Niżny Nowogród |

| Szczegóły      | Szczegóły | Szczegóły       | Szczegóły                                           | Szczegóły                                                                                                  |
| -------------- | --- | --------------- | --------------------------------------------------- | --- |
| Godzina: 12:00 | V. Pribylova (EQ) 03:42 A. Ledlova (PP1) 09:51 V. Pribylova (PP2) 12:22 S. Sadilkova (EQ) 23:17 A. Ledlova (SH1) 36:11 K. Kovarova (PP2) 59:20 | (3:0, 2:0, 1:2) | 41:13 (EQ) K. Obercianova 43:17 (EQ) K. Obercianova | Widzów: 174 Sędzia główny: Kaisa Ketonen Marie Picavet Sędziowie liniowi: Irina Mogiłnikowa Olga Steinberg |
| Godzina: 12:00 | 12 min. kar |                 | 12 min. kar                                         | Widzów: 174 Sędzia główny: Kaisa Ketonen Marie Picavet Sędziowie liniowi: Irina Mogiłnikowa Olga Steinberg |

| 7 grudnia 2014 | SKIF Niżny Nowogród | 3:0 | EHV Sabres Vienne | Pałac Sportu Nagorny, Niżny Nowogród |

| Szczegóły      | Szczegóły                                                              | Szczegóły       | Szczegóły   | Szczegóły |
| -------------- | ---------------------------------------------------------------------- | --------------- | ----------- | --- |
| Godzina: 15:30 | M. Pechnikowa (PP1) 18:57 J. Silina (EQ) 21:05 A. Kapustina (EQ) 58:12 | (1:0, 1:0, 1:0) |             | Widzów: 2561 Sędzia główny: Melanie Bordeleau Nicole Hertrich Sędziowie liniowi: Jekaterina Mihaliewa Oksana Szestakowa |
| Godzina: 15:30 | 12 min. kar                                                            |                 | 12 min. kar | Widzów: 2561 Sędzia główny: Melanie Bordeleau Nicole Hertrich Sędziowie liniowi: Jekaterina Mihaliewa Oksana Szestakowa |

### Grupa F
Tabela
| Lp. | Zespół               | M | Pkt | Z | WpD | PpD | P | G+ | G- | +/- |
| --- | -------------------- | - | --- | - | --- | --- | - | -- | -- | --- |
| 1   | HC Lugano            | 3 | 9   | 3 | 0   | 0   | 0 | 20 | 2  | +18 |
| 2   | ESC Planegg          | 3 | 6   | 2 | 0   | 0   | 1 | 13 | 8  | +5  |
| 3   | Herlev Hornets       | 3 | 3   | 1 | 0   | 0   | 2 | 7  | 14 | -7  |
| 4   | HC Neuilly-sur-Marne | 3 | 0   | 0 | 0   | 0   | 3 | 2  | 18 | -16 |

Wyniki
| 5 grudnia 2014 | HC Lugano | 6:0 | Herlev Hornets | Resega, Lugano |

| Szczegóły      | Szczegóły | Szczegóły       | Szczegóły   | Szczegóły                                                                                                  |
| -------------- | --- | --------------- | ----------- | --- |
| Godzina: 15:30 | N. Gifford (EQ) 00:10 C. Cantamessi (EQ) 13:40 C. Cantamessi (EQ) 34:29 R. Eggimann (PS) 43:11 E. Raselli (PP1) 56:48 N. Gifford (EQ) 59:44 | (2:0, 1:0, 3:0) |             | Widzów: 82 Sędzia główny: Gabrielle Ariano-Lortie Anna Eskola Sędziowie liniowi: Magali Anex Tanja Cadonau |
| Godzina: 15:30 | 10 min. kar |                 | 12 min. kar | Widzów: 82 Sędzia główny: Gabrielle Ariano-Lortie Anna Eskola Sędziowie liniowi: Magali Anex Tanja Cadonau |

| 5 grudnia 2014 | ESC Planegg | 4:1 | HC Neuilly-sur-Marne | Resega, Lugano |

| Szczegóły      | Szczegóły                                                                                      | Szczegóły       | Szczegóły             | Szczegóły |
| -------------- | ---------------------------------------------------------------------------------------------- | --------------- | --------------------- | --- |
| Godzina: 18:15 | J. Zorn (EQ) 03:18 K. Spielberger (PP1) 05:18 K. Spielberger (PP1) 40:27 S. Kratzer (EQ) 56:38 | (2:0, 0:1, 2:0) | 39:47 (EQ) A. Wrembel | Widzów: 80 Sędzia główny: Deana Cuglietta Drahomira Fialova Sędziowie liniowi: Maruska Piccoli Leticia Tscherrig |
| Godzina: 18:15 | 16 min. kar                                                                                    |                 | 16 min. kar           | Widzów: 80 Sędzia główny: Deana Cuglietta Drahomira Fialova Sędziowie liniowi: Maruska Piccoli Leticia Tscherrig |

| 6 grudnia 2014 | ESC Planegg | 7:2 | Herlev Hornets | Resega, Lugano |

| Szczegóły      | Szczegóły | Szczegóły       | Szczegóły                                  | Szczegóły |
| -------------- | --- | --------------- | ------------------------------------------ | --- |
| Godzina: 11:30 | A. Vakos (EQ) 07:41 K. Spielberger (EQ) 09:16 Y. Rothemund (EQ) 16:05 K. Spielberger (EQ) 17:50 T. Wagner (EQ) 22:23 S. Kratzer (EQ) 35:18 C. van Glahn (EQ) 35:33 | (4:0, 3:2, 0:0) | 23:08 (SH1) S. Glud 29:10 (EQ) C. Andersen | Widzów: 65 Sędzia główny: Gabrielle Ariano-Lortie Drahomira Fialova Sędziowie liniowi: Tanja Cadonau Leticia Tscherrig |
| Godzina: 11:30 | 8 min. kar |                 | 10 min. kar                                | Widzów: 65 Sędzia główny: Gabrielle Ariano-Lortie Drahomira Fialova Sędziowie liniowi: Tanja Cadonau Leticia Tscherrig |

| 6 grudnia 2014 | HC Neuilly-sur-Marne | 0:9 | HC Lugano | Resega, Lugano |

| Szczegóły      | Szczegóły  | Szczegóły       | Szczegóły | Szczegóły                                                                                            |
| -------------- | ---------- | --------------- | --- | --- |
| Godzina: 18:30 |            | (0:3, 0:6, 0:0) | 04:28 (EQ) N. Gianettoni 05:37 (EQ) N. Gifford 09:56 (EQ) A. Wohlfeiler 20:08 (EQ) E. Raselli 20:32 (EQ) R. Eggimann 22:16 (PP1) E. Raselli 28:06 (SH1) B. Meyer 31:41 (EQ) A. Wohlfeiler 39:45 (EQ) E. Raselli | Widzów: 90 Sędzia główny: Deana Cuglietta Anna Eskola Sędziowie liniowi: Magali Anex Maruska Piccoli |
| Godzina: 18:30 | 6 min. kar |                 | 10 min. kar | Widzów: 90 Sędzia główny: Deana Cuglietta Anna Eskola Sędziowie liniowi: Magali Anex Maruska Piccoli |

| 7 grudnia 2014 | Herlev Hornets | 5:1 | HC Neuilly-sur-Marne | Resega, Lugano |

| Szczegóły      | Szczegóły | Szczegóły       | Szczegóły             | Szczegóły                                                                                                |
| -------------- | --- | --------------- | --------------------- | --- |
| Godzina: 10:00 | M. Henriksen (EQ) 25:46 M. Olausson (PP1) 29:26 S. Glud (SH1) 31:56 M. Henriksen (PP1) 42:08 S. Glud (EQ) 57:27 | (0:1, 3:0, 2:0) | 15:54 (PP1) C. Cleret | Widzów: 75 Sędzia główny: Anna Eskola Drahomira Fialova Sędziowie liniowi: Magali Anex Leticia Tscherrig |
| Godzina: 10:00 | 20 min. kar |                 | 6 min. kar            | Widzów: 75 Sędzia główny: Anna Eskola Drahomira Fialova Sędziowie liniowi: Magali Anex Leticia Tscherrig |

| 7 grudnia 2014 | HC Lugano | 5:2 | ESC Planegg | Resega, Lugano |

| Szczegóły      | Szczegóły | Szczegóły       | Szczegóły                               | Szczegóły |
| -------------- | --- | --------------- | --------------------------------------- | --- |
| Godzina: 13:30 | B. Meyer (EQ) 16:25 A. Stiefel (PP1) 19:26 N. Gianettoni (EQ) 23:07 A. Stiefel (EQ) 39:19 B. Meyer (EQ) 43:43 | (2:1, 2:0, 1:1) | 09:17 (EQ) T. Wagner 53:52 (EQ) J. Zorn | Widzów: 150 Sędzia główny: Gabrielle Ariano-Lortie Deana Cuglietta Sędziowie liniowi: Tanja Cadonau Maruska Piccoli |
| Godzina: 13:30 | 10 min. kar                                                                                                   |                 | 6 min. kar                              | Widzów: 150 Sędzia główny: Gabrielle Ariano-Lortie Deana Cuglietta Sędziowie liniowi: Tanja Cadonau Maruska Piccoli |

### Grupa G
Tabela
| Lp. | Zespół          | M | Pkt | Z | WpD | PpD | P | G+ | G- | +/- |
| --- | --------------- | - | --- | - | --- | --- | - | -- | -- | --- |
| 1   | Linköpings HC   | 3 | 9   | 3 | 0   | 0   | 0 | 17 | 1  | +16 |
| 2   | Espoo Blues     | 3 | 6   | 2 | 0   | 0   | 1 | 14 | 8  | +6  |
| 3   | Aisulu Ałmaty   | 3 | 3   | 1 | 0   | 0   | 2 | 9  | 10 | -1  |
| 4   | EV Bozen Eagles | 3 | 0   | 0 | 0   | 0   | 3 | 4  | 25 | -21 |

Wyniki
| 5 grudnia 2014 | Linköpings HC | 14:0 | EV Bolzano Eagels | Saab Arena, Linköping |

| Szczegóły      | Szczegóły | Szczegóły       | Szczegóły   | Szczegóły                                                                                          |
| -------------- | --- | --------------- | ----------- | -------------------------------------------------------------------------------------------------- |
| Godzina: 14:30 | J. Wakefield (EQ) 07:35 D. Altmann (EQ) 09:06 J. Adolfsson (EQ) 10:40 E. Holmbom (EQ) 11:05 E. Andersson (PP1) 20:47 S. Marty (EQ) 27:45 E. Andersson (PP1) 31:20 C. Alanko (EQ) 31:56 S. Marty (EQ) 32:16 P. Winberg (EQ) 37:26 D. Altmann (EQ) 43:50 N. Aronsson (EQ) 44:19 J. Asserholt (EQ) 44:45 P. Winberg (EQ) 47:54 | (4:0, 6:0, 4:0) |             | Widzów: 212 Sędzia główny: Gabriella Gran Aina Hove Sędziowie liniowi: Liv Andersson Stina Nilsson |
| Godzina: 14:30 | 2 min. kar |                 | 12 min. kar | Widzów: 212 Sędzia główny: Gabriella Gran Aina Hove Sędziowie liniowi: Liv Andersson Stina Nilsson |

| 5 grudnia 2014 | Espoo Blues | 7:4 | Aisulu Almaty | Saab Arena, Linköping |

| Szczegóły      | Szczegóły | Szczegóły       | Szczegóły                                                                                  | Szczegóły |
| -------------- | --- | --------------- | ------------------------------------------------------------------------------------------ | --- |
| Godzina: 18:30 | M. Karvinen (EQ) 14:00 M. Tuominen (PP1) 15:15 L. Valimaki (EQ) 20:23 M. Huhta (EQ) 27:39 M. Karvinen (EQ) 29:12 R. Savolainen (EQ) 31:18 M. Tuominen (EQ) 36:29 | (2:2, 5:0, 0:2) | 05:26 (EQ) T. Koroliewa 10:16 (EQ) T. Koroliewa 54:20 (PP1) M. Ryspek 54:44 (EQ) M. Ryspek | Widzów: brak danych Sędzia główny: Katie Guay Katarina Timglas Sędziowie liniowi: Linn Forsberg Jessica Lundgren |
| Godzina: 18:30 | 6 min. kar |                 | 8 min. kar                                                                                 | Widzów: brak danych Sędzia główny: Katie Guay Katarina Timglas Sędziowie liniowi: Linn Forsberg Jessica Lundgren |

| 6 grudnia 2014 | Espoo Blues | 7:3 | EV Bolzano Eagels | Saab Arena, Linköping |

| Szczegóły      | Szczegóły | Szczegóły       | Szczegóły                                                      | Szczegóły                                                                                              |
| -------------- | --- | --------------- | -------------------------------------------------------------- | --- |
| Godzina: 13:00 | M. Karvinen (EQ) 08:23 M. Tuominen (PP1) 14:50 M. Karvinen (SH1) 34:03 N. Tulus (EQ) 42:43 M. Karvinen (PP1) 49:40 N. Tulus (PP1) 58:06 M. Tuominen (PP1) 59:14 | (2:1, 1:0, 4:2) | 12:30 (EQ) C. Saletta 51:48 (EQ) S. Gius 53:50 (EQ) C. Furlani | Widzów: 45 Sędzia główny: Aina Hove Katarina Timglas Sędziowie liniowi: Jessica Lundgren Stina Nilsson |
| Godzina: 13:00 | 6 min. kar |                 | 14 min. kar                                                    | Widzów: 45 Sędzia główny: Aina Hove Katarina Timglas Sędziowie liniowi: Jessica Lundgren Stina Nilsson |

| 6 grudnia 2014 | Aisulu Almaty | 1:2 | Linköpings HC | Saab Arena, Linköping |

| Szczegóły      | Szczegóły          | Szczegóły       | Szczegóły                                   | Szczegóły                                                                                           |
| -------------- | ------------------ | --------------- | ------------------------------------------- | --------------------------------------------------------------------------------------------------- |
| Godzina: 17:00 | A. Fux (PP1) 47:54 | (0:1, 0:1, 1:0) | 08:34 (EQ) D. Altmann 29:57 (EQ) D. Altmann | Widzów: 130 Sędzia główny: Gabriella Gran Katie Guay Sędziowie liniowi: Liv Andersson Linn Forsberg |
| Godzina: 17:00 | 2 min. kar         |                 | 6 min. kar                                  | Widzów: 130 Sędzia główny: Gabriella Gran Katie Guay Sędziowie liniowi: Liv Andersson Linn Forsberg |

| 7 grudnia 2014 | EV Bolzano Eagels | 1:4 | Aisulu Almaty | Saab Arena, Linköping |

| Szczegóły      | Szczegóły             | Szczegóły       | Szczegóły                                                                                 | Szczegóły                                                                                                   |
| -------------- | --------------------- | --------------- | ----------------------------------------------------------------------------------------- | --- |
| Godzina: 12:00 | C. Furlani (EQ) 40:07 | (0:1, 0:1, 1:2) | 03:55 (PP1) Z. Tuktiejewa 35:43 (EQ) K. Felzink 48:59 (EQ) K. Felzink 55:55 (EQ) K. Urban | Widzów: 61 Sędzia główny: Gabriella Gran Katarina Timglas Sędziowie liniowi: Linn Forsberg Jessica Lundgren |
| Godzina: 12:00 | 10 min. kar           |                 | 16 min. kar                                                                               | Widzów: 61 Sędzia główny: Gabriella Gran Katarina Timglas Sędziowie liniowi: Linn Forsberg Jessica Lundgren |

| 7 grudnia 2014 | Linköpings HC | 1:0 | Espoo Blues | Saab Arena, Linköping |

| Szczegóły      | Szczegóły             | Szczegóły       | Szczegóły   | Szczegóły                                                                                      |
| -------------- | --------------------- | --------------- | ----------- | ---------------------------------------------------------------------------------------------- |
| Godzina: 16:00 | A. Rydberg (EQ) 03:23 | (1:0, 0:0, 0:0) |             | Widzów: 414 Sędzia główny: Aina Hove Katie Guay Sędziowie liniowi: Liv Andersson Stina Nilsson |
| Godzina: 16:00 | 8 min. kar            |                 | 10 min. kar | Widzów: 414 Sędzia główny: Aina Hove Katie Guay Sędziowie liniowi: Liv Andersson Stina Nilsson |

## Finał
Mecze finałowe odbyły się w dniach 20-22 lutego 2015 roku.
Tabela

| Lp. | Zespół              | M | Pkt | Z | WpD | PpD | P | G+ | G- | +/- |
| --- | ------------------- | - | --- | - | --- | --- | - | -- | -- | --- |
| 1   | SKIF Niżny Nowogród | 3 | 9   | 3 | 0   | 0   | 0 | 12 | 6  | +6  |
| 2   | Linköpings HC       | 3 | 6   | 2 | 0   | 0   | 1 | 15 | 4  | +11 |
| 3   | Espoo Blues         | 3 | 2   | 0 | 1   | 0   | 2 | 9  | 13 | -4  |
| 4   | HC Lugano           | 3 | 1   | 0 | 0   | 1   | 2 | 9  | 22 | -13 |

Wyniki
| 20 lutego 2015 | HC Lugano | 0:9 | Linköpings HC | Espoonlahti Ice Rink, Espoo |

| Szczegóły      | Szczegóły   | Szczegóły       | Szczegóły | Szczegóły                                                                                            |
| -------------- | ----------- | --------------- | --- | --- |
| Godzina: 12:30 |             | (0:5, 0:1, 0:3) | 08:05 (EQ) D. Altmann 14:35 (EQ) J. Wakefield 15:01 (EQ) D. Altmann 19:26 (EQ) P. Winberg 19:36 (EQ) P. Winberg 28:02 (EQ) N. Aronsson 46:18 (EQ) E. Holmbom 47:58 (SH1) J. Wakefield 54:58 (EQ) D. Altmann | Widzów: 72 Sędzia główny: Aina Hove Marie Picavet Sędziowie liniowi: Bettina Angerer Jenni Heikkinen |
| Godzina: 12:30 | 31 min. kar |                 | 6 min. kar | Widzów: 72 Sędzia główny: Aina Hove Marie Picavet Sędziowie liniowi: Bettina Angerer Jenni Heikkinen |

| 20 lutego 2015 | SKIF Niżny Nowogród | 3:1 | Espoo Blues | Espoonlahti Ice Rink, Espoo |

| Szczegóły      | Szczegóły                                                            | Szczegóły       | Szczegóły              | Szczegóły                                                                                               |
| -------------- | -------------------------------------------------------------------- | --------------- | ---------------------- | --- |
| Godzina: 18:15 | L. Faliakowa (EQ) 21:51 K. Rantamaki (EQ) 51:02 O. Sosina (EQ) 59:45 | (0:1, 1:0, 2:0) | 18:27 (EQ) E. Nuutinen | Widzów: 187 Sędzia główny: Drahomira Fialova Katarina Timglas Sędziowie liniowi: Kaire Leet Lisa Linnek |
| Godzina: 18:15 | 6 min. kar                                                           |                 | 6 min. kar             | Widzów: 187 Sędzia główny: Drahomira Fialova Katarina Timglas Sędziowie liniowi: Kaire Leet Lisa Linnek |

| 21 lutego 2015 | Espoo Blues | 6:5 pd. | HC Lugano | Espoonlahti Ice Rink, Espoo |

| Szczegóły      | Szczegóły | Szczegóły            | Szczegóły                                                                                                   | Szczegóły                                                                                                |
| -------------- | --- | -------------------- | --- | --- |
| Godzina: 12:30 | E. Nuutinen (EQ) 00:41 V. Tanskanen (EQ) 09:42 L. Valimaki (EQ) 22:58 V. Tanskanen (EQ) 38:42 M. Karvinen (SH1) 48:42 V. Tanskanen (EQ) 63:39 | (2:1, 2:3, 1:1, 1:0) | 08:51 (EQ) N. Gifford 29:26 (EQ) A. Stiefel 35:45 (EQ) A. Stiefel 37:07 (EQ) B. Meyer 58:40 (EQ) N. Gifford | Widzów: 194 Sędzia główny: Marie Picavet Katarina Timglas Sędziowie liniowi: Bettina Angerer Anna Nygard |
| Godzina: 12:30 | 10 min. kar |                      | 20 min. kar                                                                                                 | Widzów: 194 Sędzia główny: Marie Picavet Katarina Timglas Sędziowie liniowi: Bettina Angerer Anna Nygard |

| 21 lutego 2015 | SKIF Niżny Nowogród | 2:1 | Linköpings HC | Espoonlahti Ice Rink, Espoo |

| Szczegóły      | Szczegóły                                        | Szczegóły       | Szczegóły            | Szczegóły                                                                                        |
| -------------- | ------------------------------------------------ | --------------- | -------------------- | ------------------------------------------------------------------------------------------------ |
| Godzina: 16:00 | K. Rantamaki (EQ) 35:37 M. Pechnikova (EQ) 47:17 | (0:0, 1:1, 1:0) | 31:31 (EQ) I. Morset | Widzów: 107 Sędzia główny: Aina Hove Kaisa Ketonen Sędziowie liniowi: Jenni Heikkinen Kaire Leet |
| Godzina: 16:00 | 10 min. kar                                      |                 | 6 min. kar           | Widzów: 107 Sędzia główny: Aina Hove Kaisa Ketonen Sędziowie liniowi: Jenni Heikkinen Kaire Leet |

| 22 lutego 2015 | HC Lugano | 4:7 | SKIF Niżny Nowogród | Espoonlahti Ice Rink, Espoo |

| Szczegóły      | Szczegóły                                                                                    | Szczegóły       | Szczegóły | Szczegóły                                                                                            |
| -------------- | -------------------------------------------------------------------------------------------- | --------------- | --- | --- |
| Godzina: 12:30 | R. Eggimann (PP1) 27:42 R. Eggimann (PP1) 37:42 A. Wohlfeiler (EQ) 44:21 N. Bullo (EQ) 53:45 | (0:2, 2:2, 2:3) | 00:48 (EQ) K. Rantamaki 19:47 (PP1) M. Pechnikova 23:55 (EQ) L. Faliakowa 38:39 (EQ) A. Rachimowa 43:25 (EQ) O. Sosina 44:35 (EQ) M. Nadieżdzina 58:31 (EQ) L. Faliakowa | Widzów: 57 Sędzia główny: Kaisa Ketonen Marie Picavet Sędziowie liniowi: Jenni Heikkinen Anna Nygard |
| Godzina: 12:30 | 10 min. kar                                                                                  |                 | 12 min. kar | Widzów: 57 Sędzia główny: Kaisa Ketonen Marie Picavet Sędziowie liniowi: Jenni Heikkinen Anna Nygard |

| 22 lutego 2015 | Linköpings HC | 5:2 | Espoo Blues | Espoonlahti Ice Rink, Espoo |

| Szczegóły      | Szczegóły | Szczegóły       | Szczegóły                                      | Szczegóły                                                                                             |
| -------------- | --- | --------------- | ---------------------------------------------- | --- |
| Godzina: 16:00 | M. Haug-Hansen (EQ) 22:16 P. Winberg (EQ) 26:39 M. Haug-Hansen (SH1) 36:12 D. Altmann (EQ) 57:51 S. Marty (PP1) 59:56 | (0:1, 3:0, 2:1) | 10:12 (EQ) M. Karvinen 42:39 (PP2) E. Nuutinen | Widzów: 212 Sędzia główny: Drahomira Fialova Aina Hove Sędziowie liniowi: Bettina Angerer Lisa Linnek |
| Godzina: 16:00 | 26 min. kar |                 | 10 min. kar                                    | Widzów: 212 Sędzia główny: Drahomira Fialova Aina Hove Sędziowie liniowi: Bettina Angerer Lisa Linnek |

Statystyki indywidualne
- Klasyfikacja strzelców:  Denise Altmann (Linköpings HC) – 4 goli[1]
- Klasyfikacja asystentów:  Stefanie Marty (Linköpings HC) – 7 asysty[2]
- Klasyfikacja kanadyjska:  Stefanie Marty (Linköpings HC) – 8 punktów[3]
- Klasyfikacja skuteczności interwencji bramkarzy:  Vendela Jonsson (Linköpings HC) – 95,0%[4]

Nagrody indywidualne
Dyrektoriat turnieju wybrał trójkę najlepszych zawodników na każdej pozycji:
- Bramkarka:  Meeri Raisanen (SKIF Niżny Nowogród)
- Obrończyni:  Mira Jalosuo (SKIF Niżny Nowogród)
- Napastniczka:  Anja Stiefel (HC Lugano)